# والیبال در المپیک تابستانی ۱۹۹۲
والیبال در بازی‌های المپیک تابستانی ۱۹۹۲ نام رویداد ورزش والیبال در بازی‌های المپیک تابستانی بود که در سال ۱۹۹۲ برگزار شد.

## جدول مدال‌ها
| رتبه | کشور                | طلا | نقره | برنز | مجموع |
| ۱    | برزیل               | ۱   | ۰    | ۰    | ۱     |
| ۲    | کوبا                | ۱   | ۰    | ۰    | ۱     |
| ۳    | تیم متحد            | ۰   | ۱    | ۰    | ۱     |
| ۳    | هلند                | ۰   | ۱    | ۰    | ۱     |
| ۵    | ایالات متحده آمریکا | ۰   | ۰    | ۲    | ۲     |